# Terremoto di Creta del 1303
Il terremoto di Creta del 1303 è un evento sismico che ha avuto luogo la sera dell'8 agosto, con epicentro tra le isole egee di Creta e Rodi e di intensità di circa 8 di magnitudo momento. La scossa causò ingenti danni materiali, feriti e vittime lungo le coste del mar Egeo e del mar di Levante, provocando un conseguente maremoto, anch'esso devastante.

## Danni e vittime

### Mar Egeo
A quel tempo l'isola di Creta era amministrata dal ducato di Candia, una colonia della Repubblica di Venezia; i rapporti dei rappresentanti locali in Italia descrissero la distruzione di edifici pubblici nella capitale, Candia, e di castelli e villaggi in tutto il territorio dell'isola, specialmente nella parte orientale. I decessi sull'isola furono circa 4 000 e il tasso di mortalità venne riportato più elevato per le donne e i bambini.
Anche altre aree dell'Egeo furono duramente colpite, in particolare Rodi e il Peloponneso.

### Egitto
Ad Alessandria d'Egitto il terremoto provocò la distruzione delle mura urbane, il crollo parziale del faro cittadino, una delle sette meraviglie del mondo, e il maremoto successivo alla scossa trasportò le navi del porto fino a tre chilometri nell'entroterra.
Anche al Cairo furono riportati ingenti danni, soprattutto alle moschee della città e alle piramidi della necropoli di Giza.

### Costa levantina
La scossa provocò danni anche nella regione levantina, in particolare ne furono riportati sull'isola di Cipro e nelle città di Acri, Antiochia e Damasco.